# Opposites Attract
Opposites Attract (Protiklady se přitahují) je píseň z roku 1990, kterou nazpívala Paula Abdul a pochází z jejího debutového alba Forever Your Girl. Píseň napsal a produkoval Oliver Leiber.
Píseň dosáhla vrcholu i v prestižní americké hitparádě Billboard Hot 100 a to v únoru 1990. Celkem žebříček vedla tři týdny.
Píseň je nejvíce vzpomínána hlavně pro svůj animovaný videoklip, kde Abdul tančí s kreslenou postavou zpěváka MC Skat Kat. Paula Abdul pro tento videoklip vymyslela choreografii.

## Umístění
| Hitparáda      | Umístění |
| -------------- | -------- |
| Rakousko       | 18       |
| Austrálie      | 1        |
| Kanada         | 1        |
| Francie        | 23       |
| Německo        | 13       |
| Irsko          | 8        |
| Norsko         | 6        |
| Švédsko        | 11       |
| Velká Británie | 2        |
| USA            | 1        |

## Úryvek textu
I take-2 steps forward
I take-2 steps back
We come together
Cuz opposites attract
And you know-it ain't fiction
Just a natural fact
We come together
Cuz opposites attract